# Caryocar nuciferum
Espèce
Classification APG III (2009)
Statut de conservation UICN

 DD  : Données insuffisantes
Synonymes
Selon Tropicos (23 mars 2022) et GBIF (23 mars 2022) :
- Caryocar tomentosum Willd.
- Pekea tuberculosa Aubl.
- Rhizobolus pekea Gaertn.
- Rhizobolus tuberculosus (Aubl.) J.F. Gmel.

Caryocar nuciferum est une espèce de plantes à fleurs de la famille des Caryocaracées. C'est un arbre néotropical. Comme toutes les espèces de Caryocar, il produit des noix comestibles.
Il est connu sous les noms de  Tata-youba, Manteiga au Brésil, Imbe, Impê-yek (Arekuna), Almendra, Almendro au Venezuela, Sauari nut, Sourie, Butter nut (Créole du Guyana), Hora, Hura  (Arawak), Sawari, Alokomali (Caraïbe), Kola, Sawarie, Souari, Sowari au Guyana, Ingi notto (Sranan tongo) ; Sawali, Sawarie, Soearie (Caraïbe); Sawarie, Oera, Hoera, Koln firebéroe (Arawak), Fireberoe, Kola, Sawari-noot au Suriname, ou encore Souari nut, Butter-nut, Pekea-nut, Sawarri-nut (Anglais), Noisette indienne, Pékéa tata-youba, Porte-noix (Français), Nuez souari (Cuba).

## Description

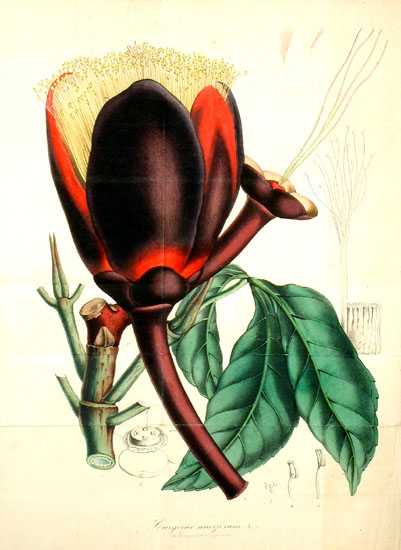
Caryocar nuciferum, illustration de Flore des serres et des jardins de l'Europe.

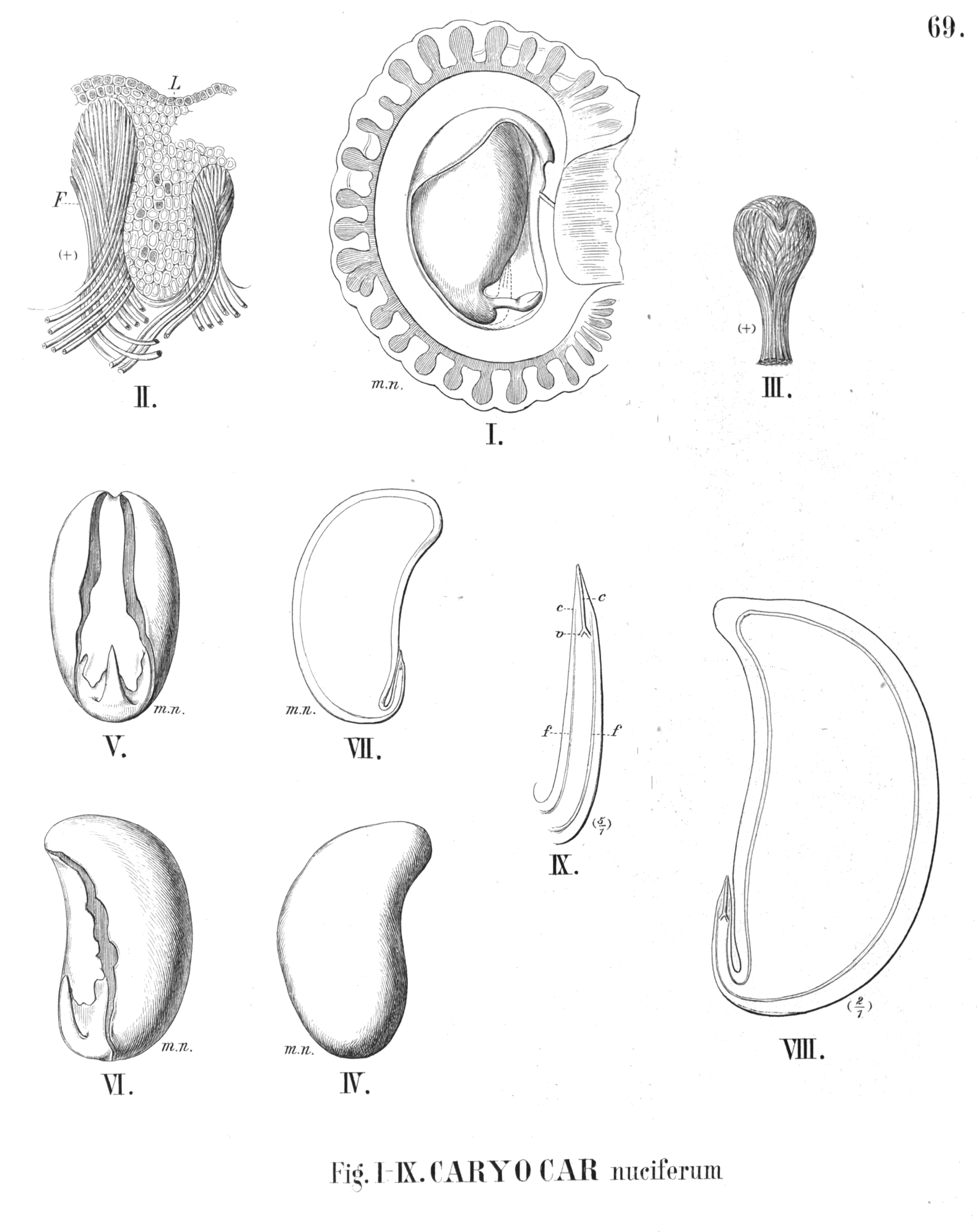
Caryocar nuciferum : I. Coupe frontale de l'endocarpe et graine. - II. Coupe histologique de la limite mésocarpe/endocarpe. - III. Tubercule de l'endocarpe. - IV. Graine (profil). - V. Graine partiellement disséquée (face). - VI. Graine partiellement disséquée (profil). - VII. Coupe de la graine. - VIII. Germe et cotylédon. - IX. Germe.

Caryocar nuciferum est un grand arbre atteignant 10-40-45 m de haut, pour un tronc de 45-100 cm de diamètre, facilement reconnaissable des autres espèces de Caryocar par ses fleurs et ses fruits beaucoup plus gros.
L'écorce externe est de couleur brun foncé, rugueuse.
L'écorce interne et le bois sont de couleur jaune.
Le bois parfait est léger à dense (densité : 0 ,56 à 0,92), de couleur brun clair plus ou moins distinct de l'aubier, à grain plutôt grossier, à contre fil fréquent, avec des vaisseaux disséminés, isolés ou accolés radialement par 2-3, au nombre de 8 à 10 par mm2, larges d'environ 160 µm.
La cime est grande et étalée.
Les jeunes branches sont glabres.
Le feuilles sont opposées-décussées, composées à 3 foliolées.
Les 2 stipules sont caduques, longues d'environ 2,5-4,5 cm, de forme elliptique, lancéolée, subobtuse à l'apex, repliées ensemble dans le sens de la longueur, laissant des cicatrices annulaires sur les branches plus âgées.
Les pétioles sont longs d'environ 4-12(21) cm, plutôt épais, cylindriques à aplatis, glabres.
Les pétiolules sont glabres, peu canaliculés, et longs de 0,5 à 2 cm.
Les stipelles sont absents ou petits et précocement caducs.
Le limbes des folioles est long de 12 à 30 cm pour 6 à 18 cm de large (la foliole terminale est égale ou légèrement plus grande que les folioles latérales), glabre sur les deux faces, de forme elliptique ou rarement lancéolée-elliptique, à apex souvent franchement acuminé (acumen long de 5 à 15 mm), à base plus ou moins arrondie ou atténuée, et à marge légèrement dentée ou entières.
On compte 8-13 paires de nervures latérales, planes dessus, planes ou légèrement saillantes dessous.
L'inflorescence est une petites grappe subcorymbiforme terminale de (1)2 à 5(8) fleurs.
Le rachis est glabre, long de 1 à 4,5 cm.
Les pédoncules sont glabres, légèrement lenticellés vers la base, et longs de 6 à 10 cm.
Les pédicelles florifères sont accrescents, longs de 4-6 cm pour 5-8 cm d'épaisseur, glabres, de couleur rouge foncé, dépourvu de bractéoles, et s'allongent lors de la fructification.
Les fleurs sont hermaphrodites, grandes, actinomorphes, mesurant 8-9 cm de long et (3,5)6-6,5 cm de large juste avant l'ouverture des boutons, jusqu'à environ 9 cm de diamètre à l'éclosion.
Les 5 sépales sont de forme largement ovale, obtuse, à peine connés à leur base et forment un calice campanulé, glabre à l'extérieur, long d'environ (1,5)2 cm.
Les (4)5 pétales sont de forme elliptique, glabres, concaves, imbriqués dans le bouton, très grands, de couleur rouge foncé à l'extérieur, blanc rosé à l'intérieur, et longs de 6–7(8) cm pour 4 cm de large.
On compte environ 700 à 4900 étamines, caduques, réunies à leur base en un tube épais sur jusqu'à 2,0 mm, se séparant en un grand nombre de faisceaux séparés qui se divisent ensuite en 16 à 20 filets minces, de couleur jaunâtre, inégaux (longs de 7–8,5 cm pour ceux externes, jusqu'à 3,5 cm pour ceux internes), tuberculés à leur apex, chacun terminé par de petites anthères oblongues à 2 cellules.
L'ovaire est supère, globuleux, glabre à l'extérieur, contient 4 loges, contenant elles-mêmes 4 ovules semi-anatropes ou atropes, pourvu d'un seul tégument.
Les 4 styles sont élancés, filamenteux, glabres, longs de 8-9 cm.
Le fruit est une drupe, de forme subglobuleuse, parfois sublobée, souvent plutôt piriforme, mesurant 10 à 15 cm de diamètre, et contenant généralement seulement 1-2(4) noyaux ligneux, très durs, verruqueux, développés (les autres avortés).
L'exocarpe glabre, lenticellé, et le mésocarpe sont très épais et charnus.
le mésocarpe devenient lignifié et dur, ondulé à l'extérieur avec de courts tubercules arrondis.
Le péricarpe très épais et charnu, se détache du mésocarpe et de l'endocarpe.
L'endocarpe est épais d'environ 1 mm, ligneux, dur, brun rougeâtre, constitué d'une fine couche interne (qui porte de longs tubercules à l'extérieur), et d'une couche externe remplissant les interstices entre les tubercules et qui se lignifie ensuite, de sorte que les noyaux mûrs sont à l'extérieur recouverts de tubercules verruqueux très émoussés et courts.
Les graines sont subréniformes, mesurant environ 2-3 cm de diamètre, à paroi marron, de couleur blanc ivoire à l'intérieur, très riches en huile et matière albumineuse,,,,,.

## Répartition
Caryocar nuciferum est connu du Venezuela (Delta Amacuro, Bolívar), du nord-ouest du Guyana, du Suriname de la Guyane (très rare), du nord du Brésil (Amazonie), et a été introduit aux Petites Antilles où il est cultivé pour ses graines, et dans des jardins botaniques du monde entier (Nigeria, Ceylan, Singapour, etc.).

## Écologie
Caryocar nuciferum pousse au Venezuela, dans les plaines sempervirentes de terre ferme (non inondées) et les forêts de montagne inférieure, autour de 100–800 m d'altitude.
Caryocar nuciferum est originaire des forêts primaires ou anciennes des Guyanes du Venezuela et du Brésil adjacents, fleurit de septembre à février.
Caryocar nuciferum est rare à l'état sauvage dans les forêts mixtes du Nord-Ouest du Guyana.
Il est souvent épargné de la coupe ou planté en forêt ancienne secondaire ou perturbée autour des zones peuplées par les amérindiens.
Il fructifie tous les ans de mai à juillet, avec une forte production une fois tous les deux ans .
Quelques fleurs et fruits ont été observés de septembre à janvier à Barama, tandis que l'on a vu quelques fleurs fin août à Moruca. Mais aucune période de fructification massive n'a été observée.
Des arbres poussant en plein air à Mabaruma ont commencé à fructifier à l'âge de 12 ans.
Les fleurs sont pollinisées par les chauves-souris et les graines sont dispersées par les agoutis et d'autres rongeurs.
L'écorce de Caryocar nuciferum produit des Sclérites (cellules « pierreuses ») qui sont soit isolées et de taille gigantesque, soit sous forme de groupes ovales de quelques cellules dans l'écorce centrale et externe.
Les contreforts de Caryocar nuciferum L. se localisent principalement du côté opposé à la direction d'inclinaison d'un arbre et pourraient fonctionner comme des éléments de tension. Ils contiennent des fibres de bois de tension à paroi épaisse, contrairement au bois de poupe, qui présente une quantité modérée de fibres de bois de tension avec une couche gélatineuse.

## Utilisations

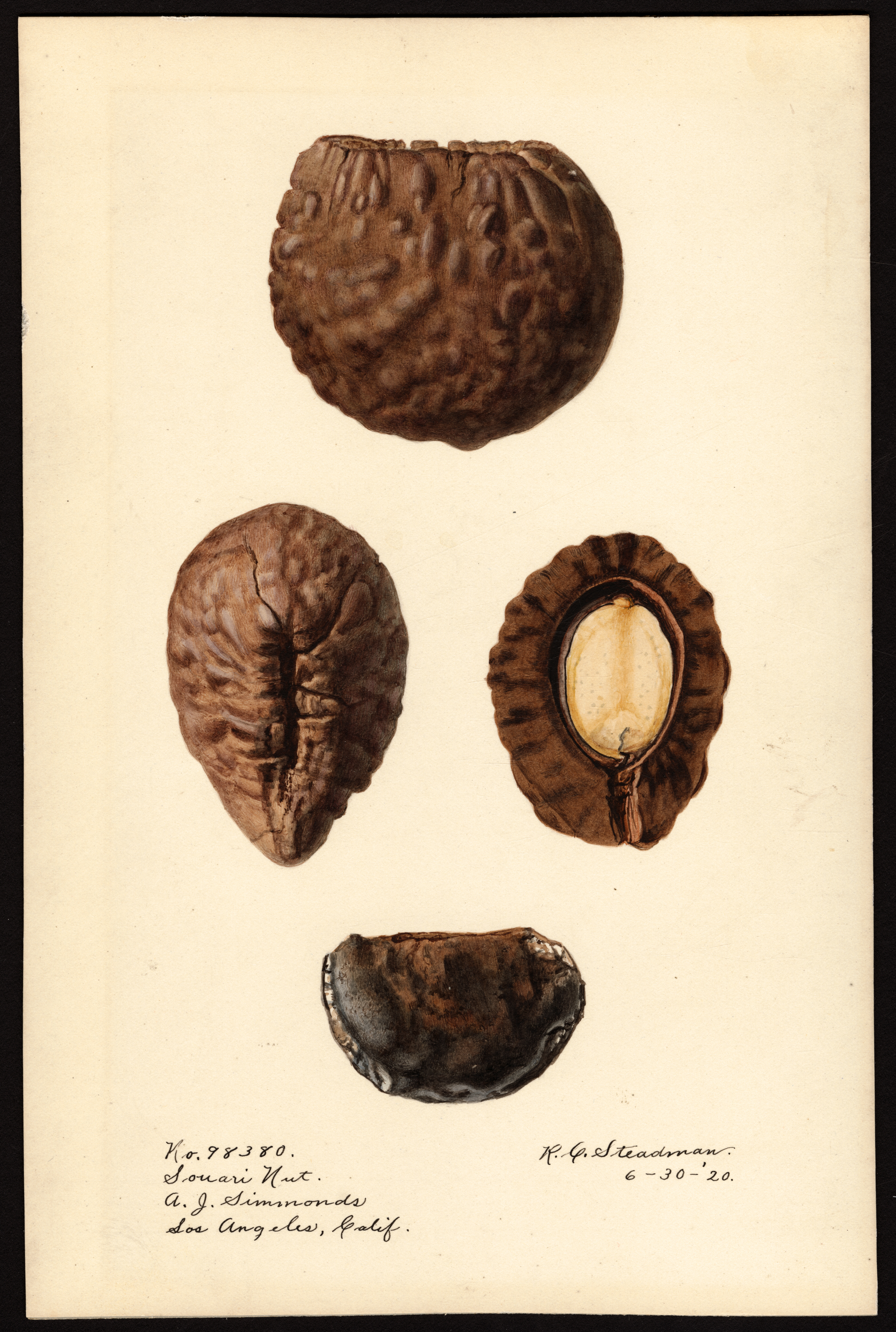
Mésocarpe et graine de Caryocar nuciferum (illustration par Royal Charles Steadman, 1920)

Le très gros fruit et la graine de Caryocar nuciferum sont comestibles,.
Il est largement cultivé (multiplié par graines) pour ses "noix" notamment en dehors de sa région d'origine.
Elles sont exportées commercialement des Guyanes depuis les années 1930, dans des quantités cependant mineure au niveau international : à petite échelle du Suriname vers les Pays-Bas, où les noix sont vendues 1,25 USD pièce lors de festivités spéciales surinamaises.
Au Guyana, l'extraction commerciale a lieu autour de Mabura Hill. Il existe aussi un marché depuis le Brésil.
Elles sont largement consommées localement, et très appréciées des peuples autochtones.
Caryocar nuciferum est aussi cultivé notamment aux Antilles et occasionnellement en Californie, les noix commercialisées sur le marché mondial sont principalement récoltées sur des pieds sauvages.
La coque dure et ligneuse du noyau est ouverte à la machette et la paroi brune des graines doit être décollée.
Les graines blanches sont consommées crues, ou grillées, et représentent environ 27 % du poids du fruit.
Elles sont analogues aux amandes, ou à la noix de coco (en plus délicat et avec une texture plus douce), par le goût et donnent une huile comestible de bonne qualité,, qui peut être utilisée en cuisine, mais la pratique est peu courante en raison de la rareté de la ressource,. Avec son goût délicieux et sa haute valeur nutritionnelle, la noix de sauari présente un potentiel commercial prometteur en tant que produit forestier non ligneux,. Cependant, plus du tiers des graines récoltées en forêt sont gâtées ou endommagées par les rongeurs.
Caryocar nuciferum présenterait par ailleurs des propriétés fébrifuges.
Dans le nord-ouest du Guyana, le bois serait récolté comme bois commercial, et vendu cher car réputé durable, résistant à la fois dans l'eau salée et dans l'eau douce, et donc employé par les constructeurs de grands navires en bois en état de navigabilité («ballahoos») dans le secteur de la rivière Pomeroon.

## Protologue

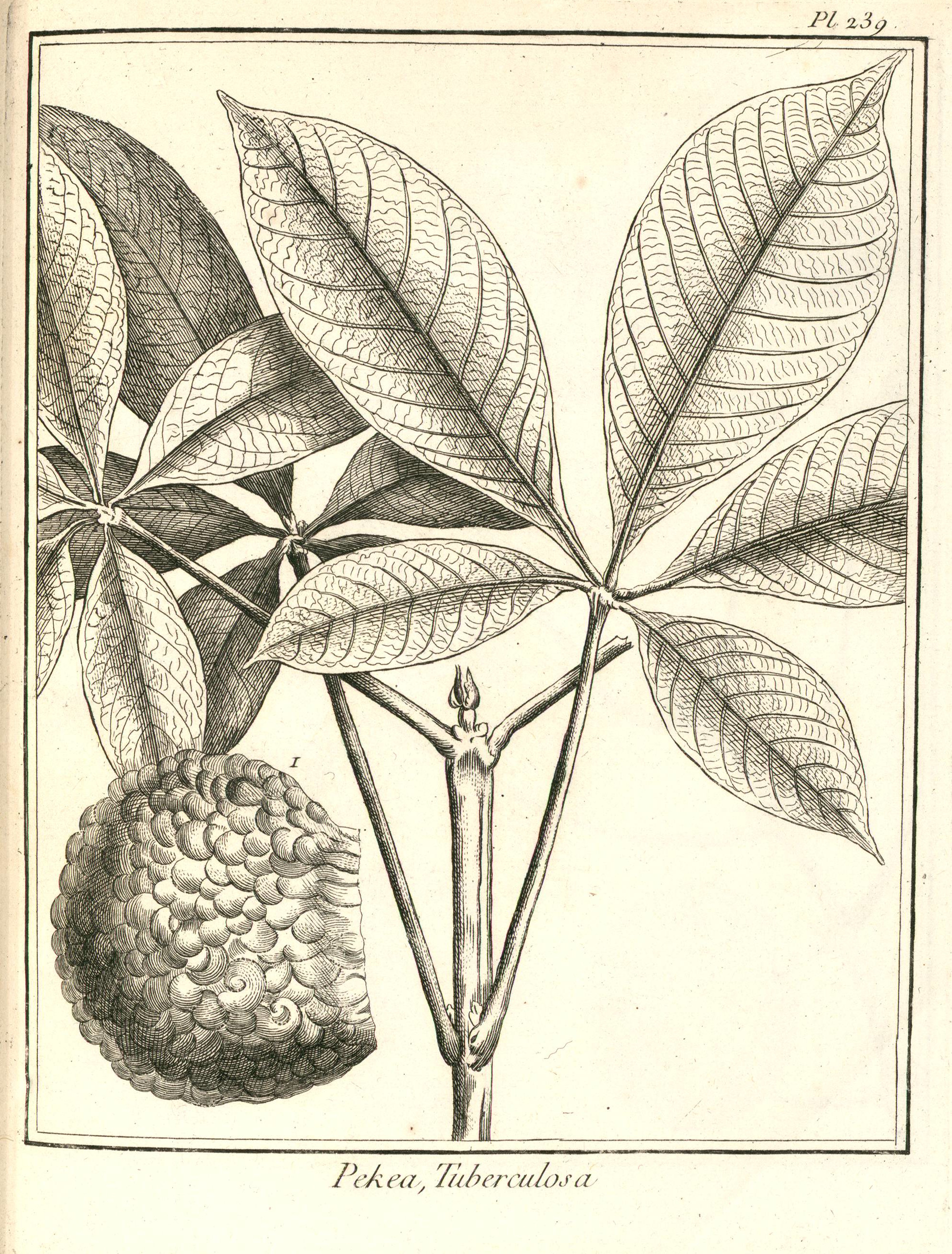
Caryocar nuciferum : Planche 239. accompagnant la description du genre Paullinia par Aublet (1775)
Les parties de la fleur ſont un peu plus grandes que dans l'état naturel.
1. Baie oſſeuſe couverte de tubercules.

En 1775, le botaniste Aublet propose le protologue suivant : 

« PEKEA (tuberculoſa) foliis digitatis, ſubtùs tomentoſis. (Tabula 239.)

Amygdala Guianenſis. Clus. Exot. lib.2. cap.6. J. Bauh. Hiſt, Plant, t.1. lib.3. p.329

Amygdala Guianenſis. Pluk. Phyt. tab.323. fig.4. 
Hæc arbor differt a præcedenti foliis craſſioribus, ſubtùs tomentoſis, cinereis, & fructu majori, tuberculoſo, carne exſuccâ, nec butiroſa, latere interiori cunei-formi. Nucleus dulcis & edulis. Fructum ferebat Junio.
Habitat in ſylvis Guiana Aroura & Caux.
Nomen Caribæum TATA-YOUBA.
LE PEKEA Tata-youba. (Planche 239.)
Le tronc de cet arbre s'élève a quatre-vingt pieds, ſur deux & trois pieds de diamètre. Son écorce eſt rouſſâtre, ridée & gerſée. Son bois eſt rouſſâtre, dur & compacte. Il pouſſe à ſon ſommet un grand nombre de groſſes branches, les unes droites, & d'autres qui ſe répandent en tous ſens. Elles ſont chargées de rameaux oppoſés, garnis de feuilles également oppoſées ; ces feuilles ſont compoſées de cinq folioles articulées, & diſpoſées en main ouverte à l'extrémité d'un pédicule cylindrique, long de ſix pouces, évaſé à ſon extrémité, & renflé à ſa naiſſance. Les folioles ſont fermés, entières, ovales, quelquefois terminées par une pointe mouſſe, vertes, liſſes en deſſus, couvertes en deſſous d'un duvet très ras & blanchâtre ; leurs nervures ſont ſaillantes ; la plus grande foliole à huit pouces de longueur, ſur trois pouces & demi de largeur ; les deux inférieures ſont plus petites ; elles ont environ trois pouces de longueur, ſur un & demi de largeur.
Le bourgeon des feuilles, avant ſon développement, eſt renferme entre deux stipules oppoſées qui tombent & laiſſent la marque de leur attache.
Je n'ai pas pu obſerver la fleur de cet arbre. Je n'ai vu que quelques baies ſéparées, ſèches, au pied de l’arbre ; ces baies étoient verdâtres, boſſelées, ſèches, arrondies d'un côte, & comprimées, taillées en coin du côté qu'elles adhéroient au placenta du fruit, qui eſt ordinairement compoſé de trois ou quatre baies réunies enſemble. Elles ont deux pouces neuf lignes de longueur, ſur deux pouces & demi de largeur, & environ deux pouces d'épaiſſeur en leur partie convexe. Elles ſont couvertes d'une peau deſſous laquelle eſt un noyau épais, qui renferme une groſſe amande en forme de rein, couverte d'une membrane rouſſâtre ; cette amande eſt blanche & bonne à manger.
On a repréſenté un noyau de grandeur naturelle.
Cet arbre eſt nommé TATA-YOUBA par les Garipons. Il croît dans les grandes forêts de la Guiane, qui s'étendent depuis Caux juſqu'à la naiſſance de la rivière d'Aroura.
II étoit en fruit dans le mois de Juin.
Cet arbre m'a paru une eſpèce de Pekea qui diffère du précédent par ſon noyau qui n'eſt point hériſſé d'épines fines & déliées, ni recouvert d'une ſubſtance butireuſe. »

— Fusée-Aublet, 1775.